# أكسو (أكمولا)
أكسو ( كازاخستان : Ақсу / Aqsw) ، المعروفة سابقاً باسم يرمك ( بالروسية : Ермак ، حتى عام 1993) ، هي مدينة في كازاخستان، في مقاطعة بافلودار ، وتقع على بعد 50 كم إلى الجنوب من بافلودار على الضفة اليسرى لنهر إيرتيش. يحدها من الشمال بلدة أكتوجاي، ومقاطعة باينول ومقاطعة ماي ومقاطعة لبيازين من الجنوب، ومقاطعة بافلودار من الغرب، ومدينة ايكباستوز من شرق . يقدر عدد السكان بنحو 70,000 نسمة تقريبا.

## تاريخ المدينة
كانت أكسو معروفة سابقاً باسم يرمك حين تم اكتشاف رواسب الفحم في محيط مدينة ايكباستوز عام 1897م , وبعد أحداث عدة حصلت للمدينة
تم تغيير اسمها عدة مرات، وفي 4 مايو 1993 وبموجب المرسوم رقم 2189 - TN ХП من المجلس الأعلى لجمهورية كازاخستان تم تغيير من بلدة يرمك إلى مدينة اكسو.

## التعليم والمرافق
يوجد على الأقل 50 مؤسسة تعليمية في أكسو , 27 مدرسة، ومعاهد ومدارس تدريب مهني ومدارس ثانوية لتعليم اللغة الكازاخستانية وبعض مراكز الشباب والطفولة
وفرع من جامعة بافلودار الخاصة .
كما توجد مكتبة مركزية تحوي أكثر من 78.000 كتاب.
كما يوجد بعض المرافق والمراكز الرياضية الشبابية وحمامات السباحة ومراكز ترفيه وملعب يتسع لـ5000 شخص ومدرسة رياضية للشباب.

## الصحة
مؤسسات أكسو للرعاية الصحية تشمل مستشفى أكسو المركزي ومستشفى قرية كلكمان ومستوصف السل و11 عيادة خارجية موزعة على المناطق الريفية ومركز اسعاف
وعيادة خاصة.

## الدين
يوجد حالياً في أكسو أكثر من 6 جماعات دينية مختلفة، بما في ذلك المساجد والكنيسة الأرثوذكسية، وكنيسة اليوم السابع السبتيين، والجماعة الانجيلية المعمدانية المسيحية.